# Белюженко Віталій Степанович
Віта́лій Степа́нович Белюженко (нар. 3 жовтня 1940) — радянський спецпризначенець, Герой Радянського Союзу (1980).

## Біографія
Народився 3 жовтня 1940 року в селі Новогригорівка Межевського району Дніпропетровської області у родині робітників. Українець. Освіта вища.
Проходив службу в Радянській армії з 1959 року. Пізніше служитиме в органах КДБ.
Брав участь у радянсько-афганській війні, був тяжко поранений. У 1980 році у званні полковника отримав звання Героя Радянського Союзу.